# Анушка Шети
Анушка Шети (енгл. Anushka Shetty) је индијска глумица.

## Биографија
Рођена је у Мангалору, држава Карнатака, у Тулува породици, од мајке Прафуле и оца А. Н. Витала. Има два брата, Гунарањана и Рамеша, који је козметички хирург.

## Филмографија
| Улоге  |                      |               |                   |          |
| Година | Српски назив         | Изворни назив | Улога             | Напомена |
| 2006.  | Супер                |               | Саша              | [ 1 ]    |
| 2011.  | Ћерка од Бога        |               | Анурада Рагунатан |          |
| 2013.  | Љуте папричице       |               | Венела            |          |
| 2015.  | Бахубали: Почетак    |               | Девасена          |          |
| 2015.  | Краљица Рудрама Веди |               | Рудрама Деви      | [ 2 ]    |
| 2017.  | Бахубали: Закључак   |               | Девасена          | [ 3 ]    |

## Награде

### Филмфареова награда
- Награђена
  - 2009. — Филмферова награда за најбољу главну глумицу на jезику телугу у филму Arundhati
  - 2010. — Филмферова награда за најбољу главну глумицу на тамилском језику у филму Vedham
  - 2016. — Филмферова награда за најбољу главну глумицу на jезику телугу у филму Краљица Рудрама Веди
- Номинована
  - 2006. — Филмферова награда за најбољу главну глумицу на jезику телугу у филму Super
  - 2012. — Филмферова награда за најбољу главну глумицу на тамилском језику] у филму Ћерка од Бога